# Petrus Mörth
Petrus Mörth, död 21 oktober 1472, var en svensk präst och domprost i Linköping. 

## Biografi
Petrus Mörth var canonicus. Han var domprost i Linköpings församling, Linköping 1465, då han förlikade en uppkommen tvist vid abbedissevalet i Vadstena. Mörth deltog i en visitation i Vadstena 1469. Han avled 21 oktober 1472 av förlamning.